# Братовщина (Липецька область)
Братовщина (рос. Братовщина) — село у Долгоруковському районі Липецької області Російської Федерації.
Населення становить 1132  особи. Належить до муніципального утворення Долгоруковська сільрада.

## Історія
З 13 червня 1934 до 6 січня 1954 року у складі Воронезької області. Відтак входить до складу Липецької області.
Згідно із законом від 2 липня 2004 року №114-оз органом місцевого самоврядування є Долгоруковська сільрада.

## Населення
| 1778 | 1866  | 1926  | 2010  |
| ---- | ----- | ----- | ----- |
| 324  | ↗1135 | ↗1492 | ↘1132 |